# Sulfate de chrome(II)

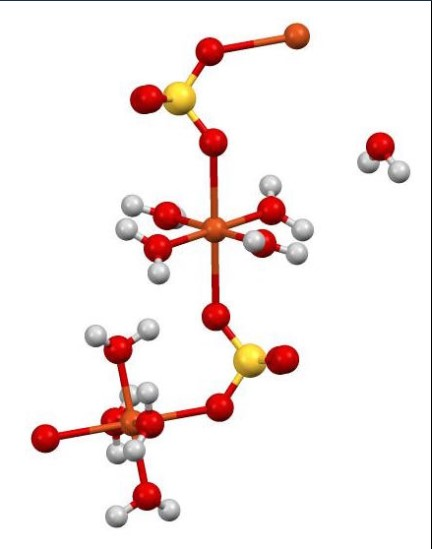
Sulfate de Chrome (II) en représentation figurée 3 dimensions.

Le sulfate de chrome(II) est un composé chimique du chrome et du soufre dont la formule est CrSO4·n H2O. 
On connaît plusieurs sels hydratés étroitement apparentés. Le pentahydrate est un solide bleu qui se dissout facilement dans l'eau. Les solutions de chrome (II) sont facilement oxydées par l'air en ions Cr(III). Les solutions de Cr(II) sont utilisées comme réducteur spécialisé de valeur dans la synthèse organique.
Le sel est produit en attaquant le chrome par une solution d'acide sulfurique :
Cr + H2SO4 + 5 H2O → CrSO4·5 H2O + H2
Il peut aussi être produit par la réaction de sulfate de sodium et d'acétate de chrome(II), ou, pour une utilisation in situ, par la réduction du sulfate de chrome(III) avec du zinc.

## Structure
En solution aqueuse, le sulfate de chrome(II) forme des complexes métalliques aqueux, généralement avec six ligands d'eau. Les structures des sels cristallins sont similaires aux hydrates correspondants du sulfate de cuivre(II) : on connaît les dérivés pentahydrate, trihydrate, monohydrate et anhydre du sulfate de chrome. Dans tous ces composés, le centre du Cr(II) adopte une géométrie de coordination octaédrique, étant coordonné à six centres d'oxygène fournis par une combinaison d'eau et de ligands de sulfate,.